# Granulé plastique

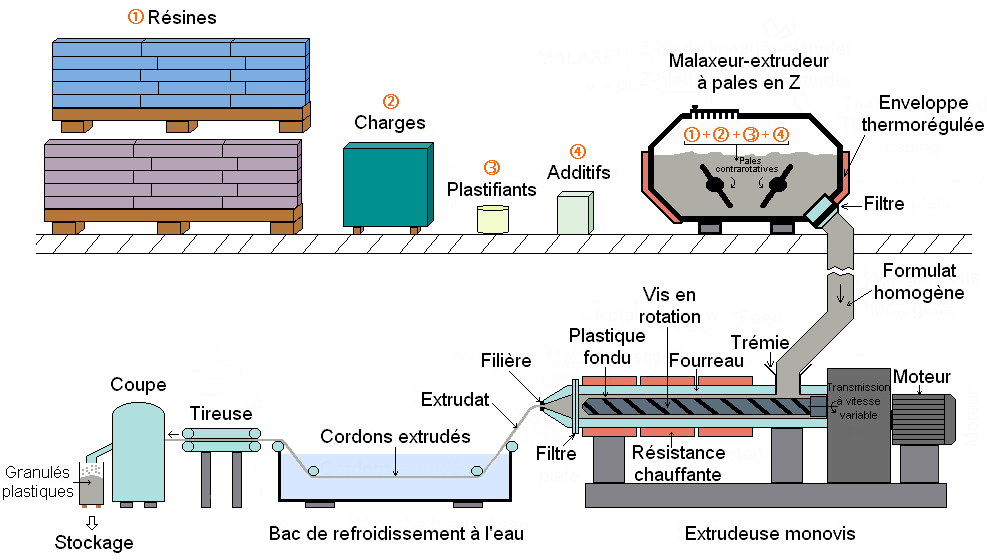
Compoundage : exemple de production de granulés à partir du formulat (polymère formulé) homogène, au moyen d'un malaxeur-extrudeur, d'une extrudeuse et d'une coupeuse.

Un matériau constitué de granulés plastiques contient au moins un produit thermoplastique et se présente sous forme de petits grains. Les granulés sont fondus, extrudés ou moulés, pour fabriquer des objets en PE, PP, PS, etc.

## Présentation
C'est un produit semifini souvent utilisé en plasturgie, notamment pour les procédés d'extrusion et d'injection ; cette forme est très pratique à stocker, à manipuler, et bien adaptée aux processus (remplissage aisé des machines et malaxage facilité).
La mise en œuvre d'une matière plastique utilise souvent des granulés plastiques. Elle comprend plusieurs étapes, décrites ci-dessous.
- Production des granulés :
  - synthèse de la résine, le plus souvent par polymérisation[3], puis formulation (ajout de substances telles que charges, plastifiants et additifs en proportions définies) ;
  - compoundage[4] : mise en forme du formulat (se présentant par exemple sous forme de boudins en sortie de malaxeur) par extrusion au travers d'une filière à trous circulaires, puis coupe des cordons refroidis et séchage pour fabriquer des granulés de 1  à   5 millimètres de diamètre.

- Utilisation des granulés par le transformateur :
  - livraison : les granulés peuvent être emballés en vrac dans des sacs plastique de 25 kg, dans des big-bags ou dans des octabins, placés sur palette. Pour les grosses quantités, l'alimentation automatique des machines se fait à partir d'un silo ;
  - les granulés hygroscopiques [PA, ABS, PBT, PMMA, etc.] subissent un préséchage avant la mise en forme afin d'éviter tout défaut lié à l'humidité sur les pièces plastiques ;
  - mise en forme à chaud (la matière est de nouveau fondue) et sous pression pour obtenir le produit fini (l'objet).

Une matière plastique recyclable peut subir un broyage pour être ensuite refondue et réutilisée.

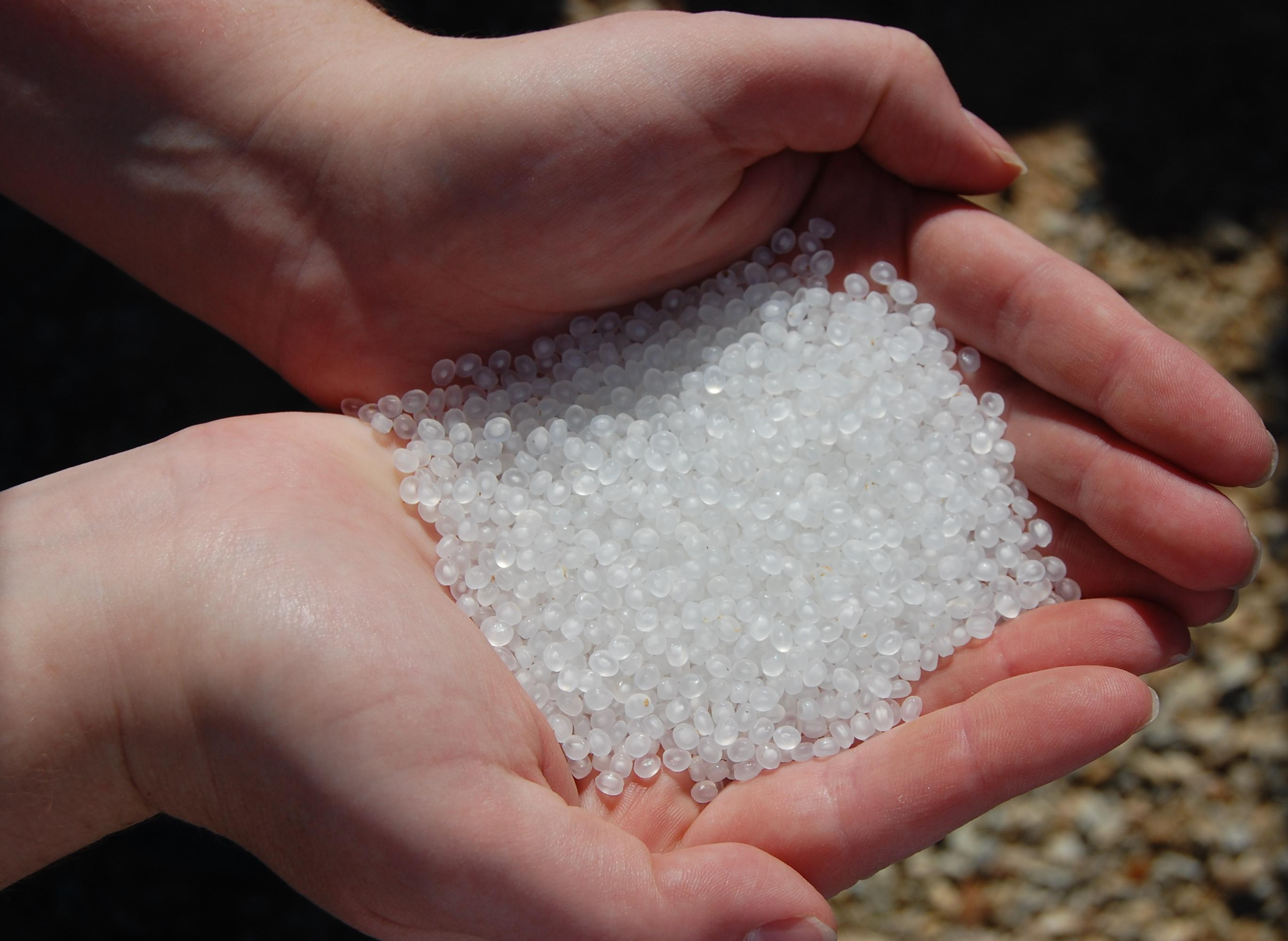
Granulés plastiques blancs de forme ovoïde.
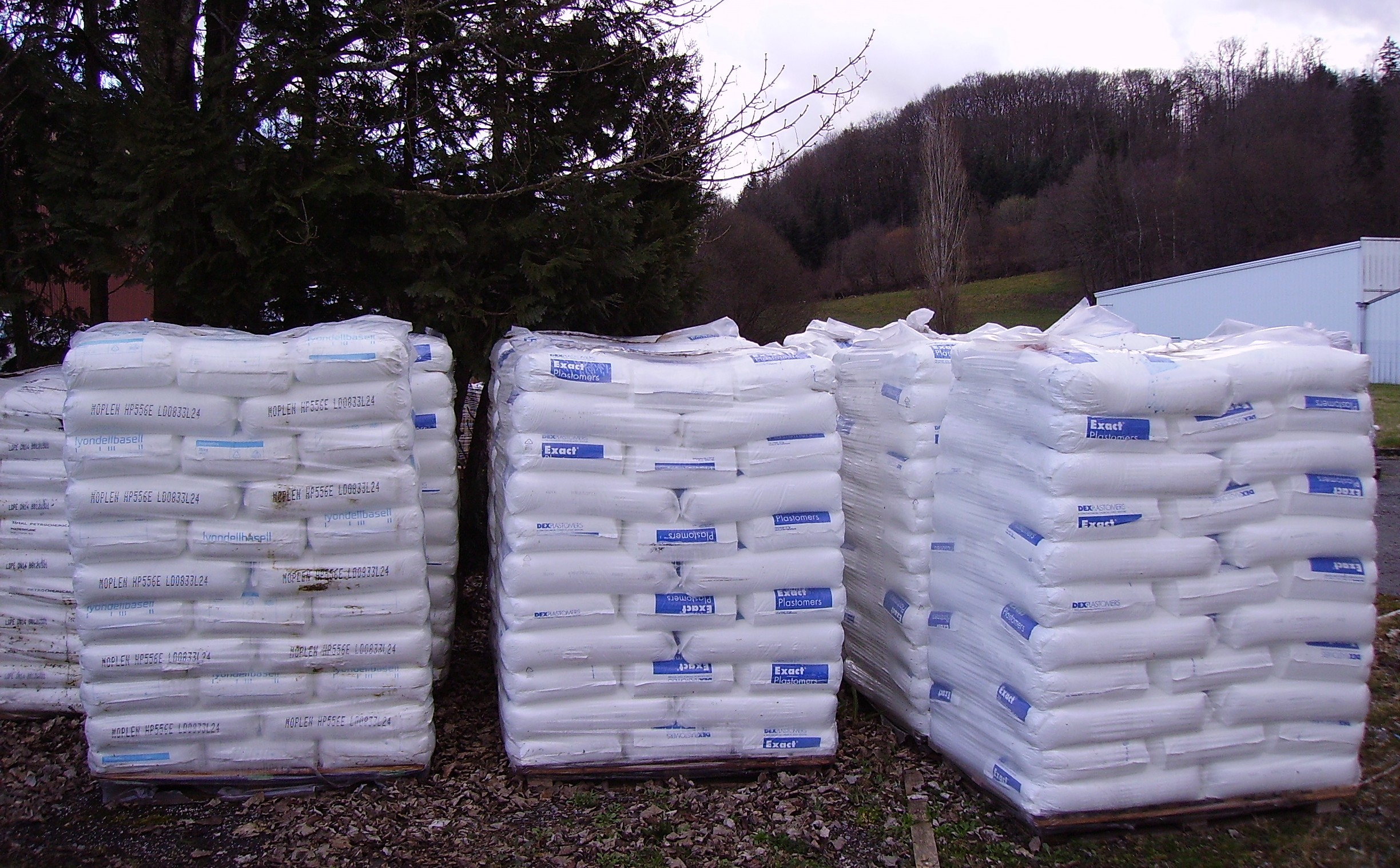
Stockage en sacs plastique résistants mis sur palettes.
Le moulage par injection utilise des granulés (en polypropylène[5] pour cet exemple simplifié) placés dans la trémie d'alimentation.

## Environnement
Une quantité importante de granulés plastiques industriels (GPI) se retrouve dans l'environnement (microplastiques primaires).
Ces poudres, microbilles, sphérules ou granulés de plastique sont appelées poétiquement « larmes de sirène » par analogie avec les morceaux de verre ou de pierre finement polis par l'eau (« verres de mer »).
Cette matière première issue de la chimie est présente sur les plages de toutes les mers du globe.
Absorbée par les poissons et les oiseaux marins, elle constitue une menace pour leur survie.
L'origine de ces granulés plastiques industriels dans l'environnement est connue : les déversements accidentels, le transport, les pertes industriels chroniques ou les utilisations inappropriées sont en cause.
Une évaluation initiale de la présence de ces granulés a été réalisée en France en 2011 pour le processus européen de la Directive cadre Stratégie pour le milieu marin (DCSMM) et le Bon état écologique.

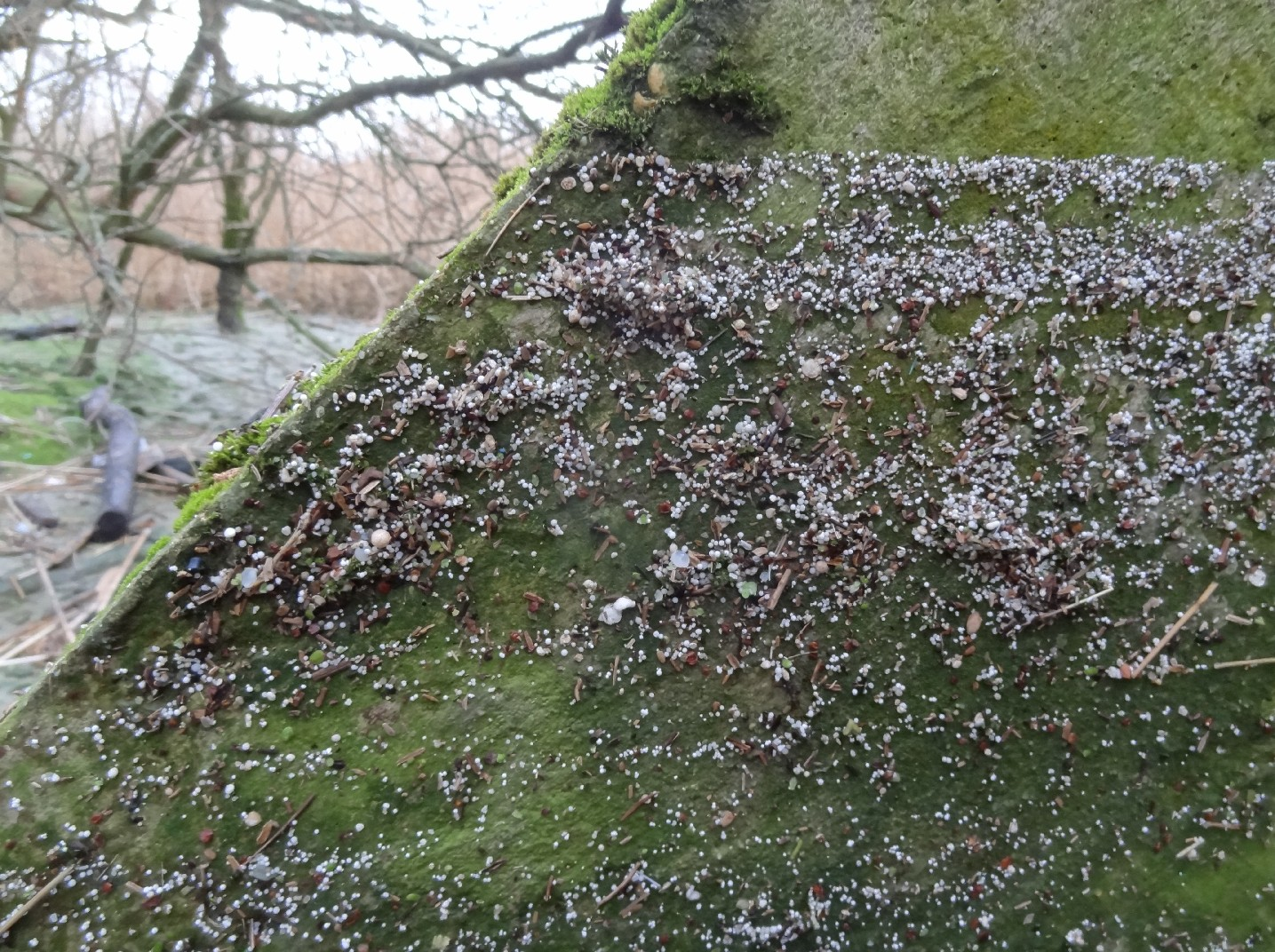
Microbilles en polyéthylène de 1 mm sur un rivage naturel d'un fleuve français.
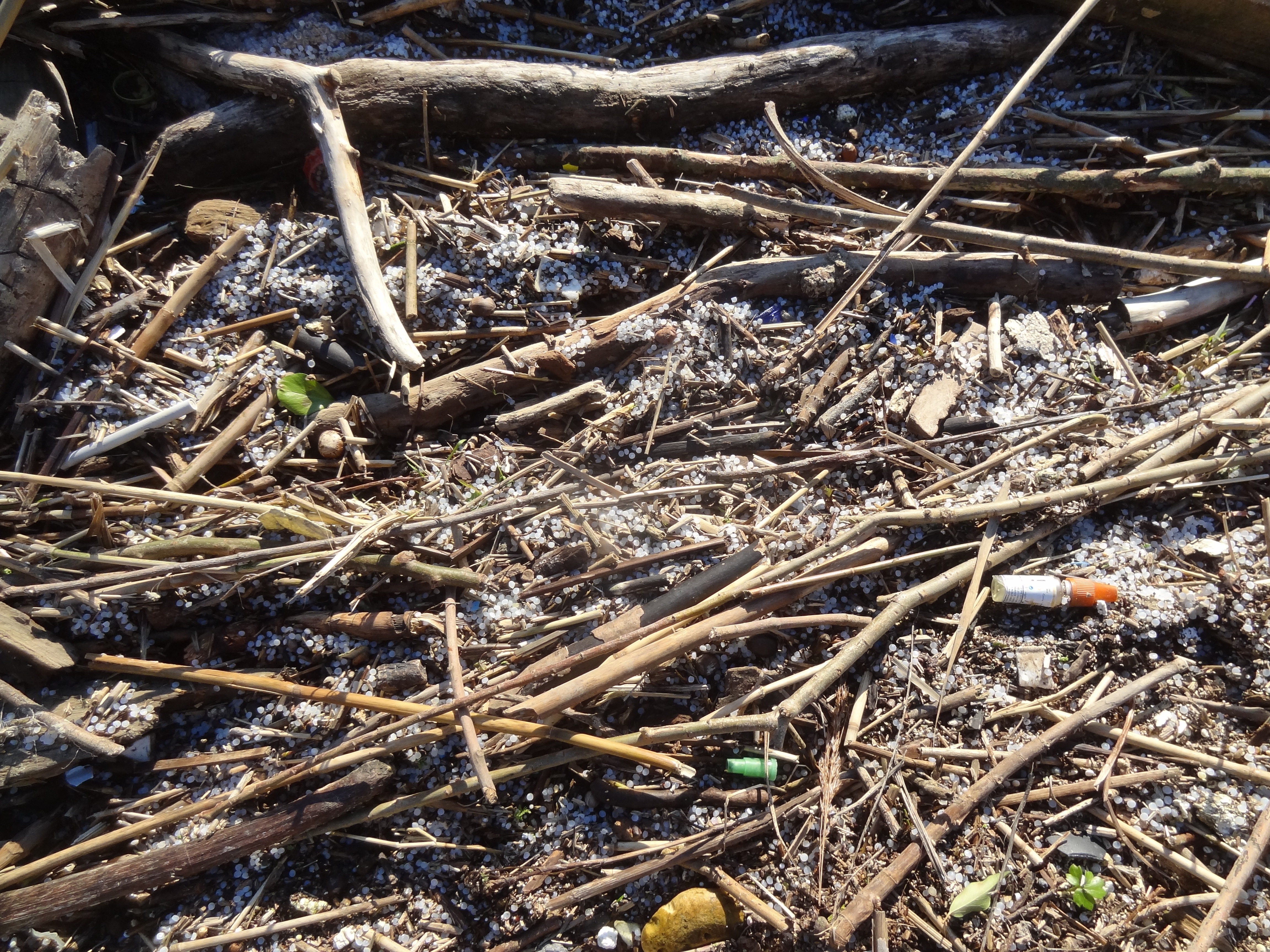
Berge d'une rivière française polluée par des effluents industriels contenant des granulés.
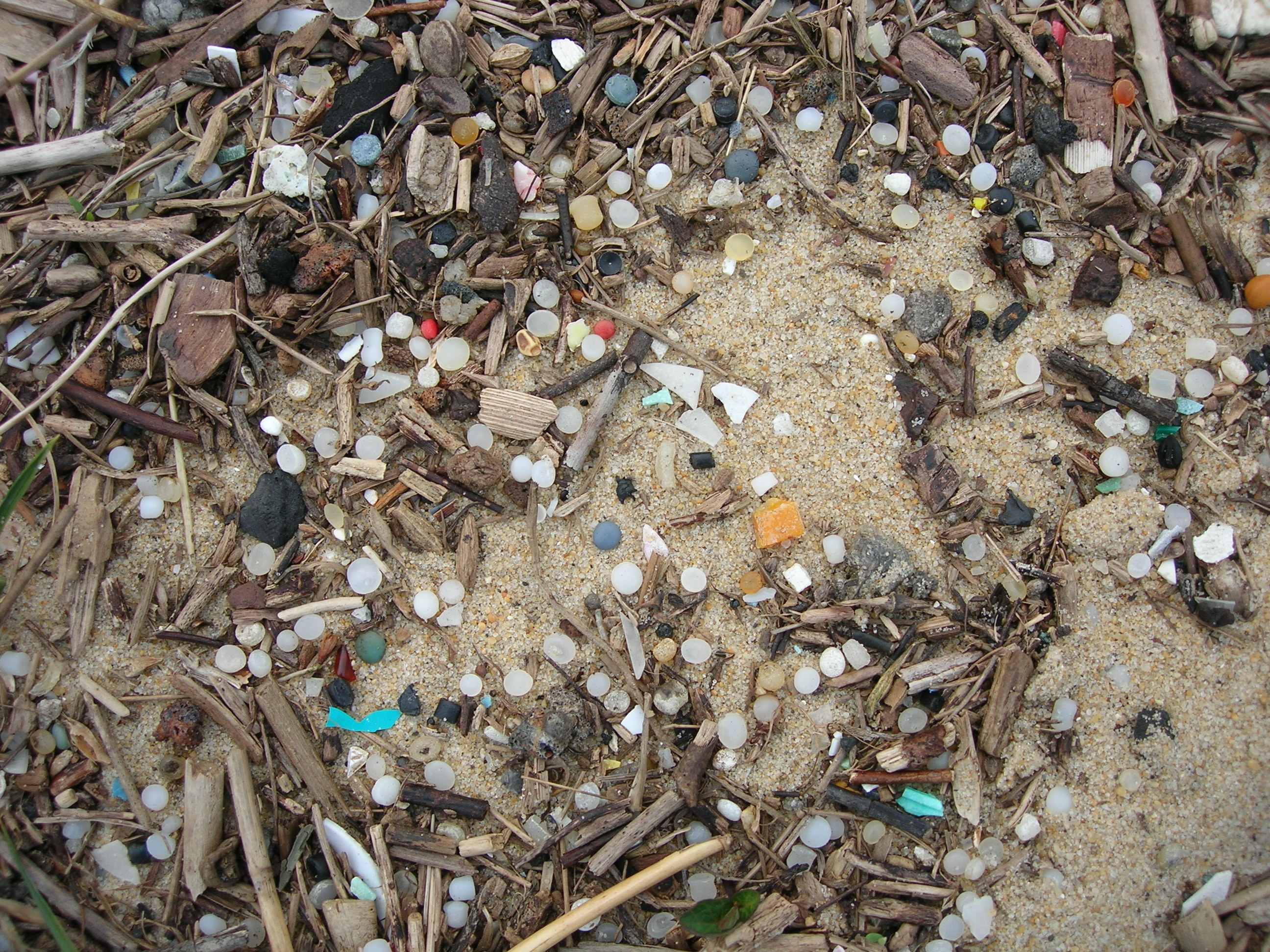
Larmes de sirène sur une plage du littoral français.